# José Ramón Bermell
José Ramón Bermell Sabater (Palma di Maiorca, 26 marzo 1962) è un ex calciatore spagnolo, di ruolo portiere.

## Biografia
Suo padre José Bermell Navarro fu un calciatore di ruolo portiere e giocò con il CD Mestalla e il Club Deportivo Atlético Baleares.

## Carriera
Bermell iniziò a giocare con la Sociedad Deportiva La Salle Palma, per poi entrare nel settore giovanile del Valencia.
Esordì nella Liga spagnola con la maglia del Valencia l'11 aprile 1982 contro l'Atlético Madrid, in una partita persa per 3-2.
Quella giornata di campionato fu caratterizzata da uno sciopero nel calcio spagnolo, a causa del quale molti calciatori titolari non scesero in campo.
Il 3 novembre dello stesso anno debuttò anche nelle competizioni internazionali, giocando da titolare la partita di ritorno dei sedicesimi di finale pareggiata per 0-0 in trasferta contro il Baník Ostrava.
Bermell militò nel Valencia per cinque stagioni, alternandosi tra i pali con José Manuel Sempere.
Nel 1986, il Valencia retrocesse in Segunda División e Bermell si trasferì al Cadice per cinque milioni di pesetas. Esordì con il Cadice il 31 agosto, in occasione della prima giornata della Liga, sul campo della Real Sociedad, in un incontro perso per 4-0. Giocò con gli andalusi per sei stagioni nella massima serie spagnola. 
Con l'arrivo dell'ungherese József Szendrei, Bermell perse progressivamente il posto da titolare, diventando il portiere di riserva.
Nel 1992, dopo sei stagioni, Bermell lasciò il Cadice e passò al Real Saragozza. Fu il terzo portiere degli aragonesi per una stagione, prima di ritirarsi.